# Mizobuchi Yushi
Yushi Mizobuchi (溝渕 雄志 Mizobuchi Yushi, sinh ngày 20 tháng 7 năm 1994) là một cầu thủ bóng đá người Nhật Bản. Anh thi đấu cho JEF United Chiba.

## Sự nghiệp
Yushi Mizobuchi gia nhập câu lạc bộ tại J2 League JEF United Chiba năm 2017.